# 劉矩
劉矩，北直隸開州人，明朝政治人物、榜眼。
永樂十二年，鄉試中舉。永樂十九年（1421年），殿試第二名（榜眼），授翰林院編修。其為人方正古樸，以程明道、張橫渠為典範。宣德六年，升翰林院修撰。